# Erythroclea bimaculata
Erythroclea bimaculata är en skalbaggsart som beskrevs av Aurivillius 1914. Erythroclea bimaculata ingår i släktet Erythroclea och familjen långhorningar.
Artens utbredningsområde är Sarawak. Inga underarter finns listade i Catalogue of Life.